# Alan Parsons
Alan Parsons (Londra, 20 dicembre 1948) è un musicista, produttore discografico, cantante, ingegnere e tecnico del suono britannico, fondatore insieme a Eric Woolfson del gruppo progressive rock inglese The Alan Parsons Project.
Ha contribuito a molti album, oggi considerati tra i più importanti della storia della musica rock, e collaborato con importanti gruppi e cantanti rock, tra cui Beatles, Pink Floyd, Al Stewart, John Miles e Steven Wilson. Ha ricevuto quattordici nomination al Grammy Award, vincendolo per la prima volta nel 2019, nella categoria Surround Sound - Best Immersive Audio Album, per la realizzazione della 35th Anniversary Edition dell'album Eye in the Sky.

## Biografia

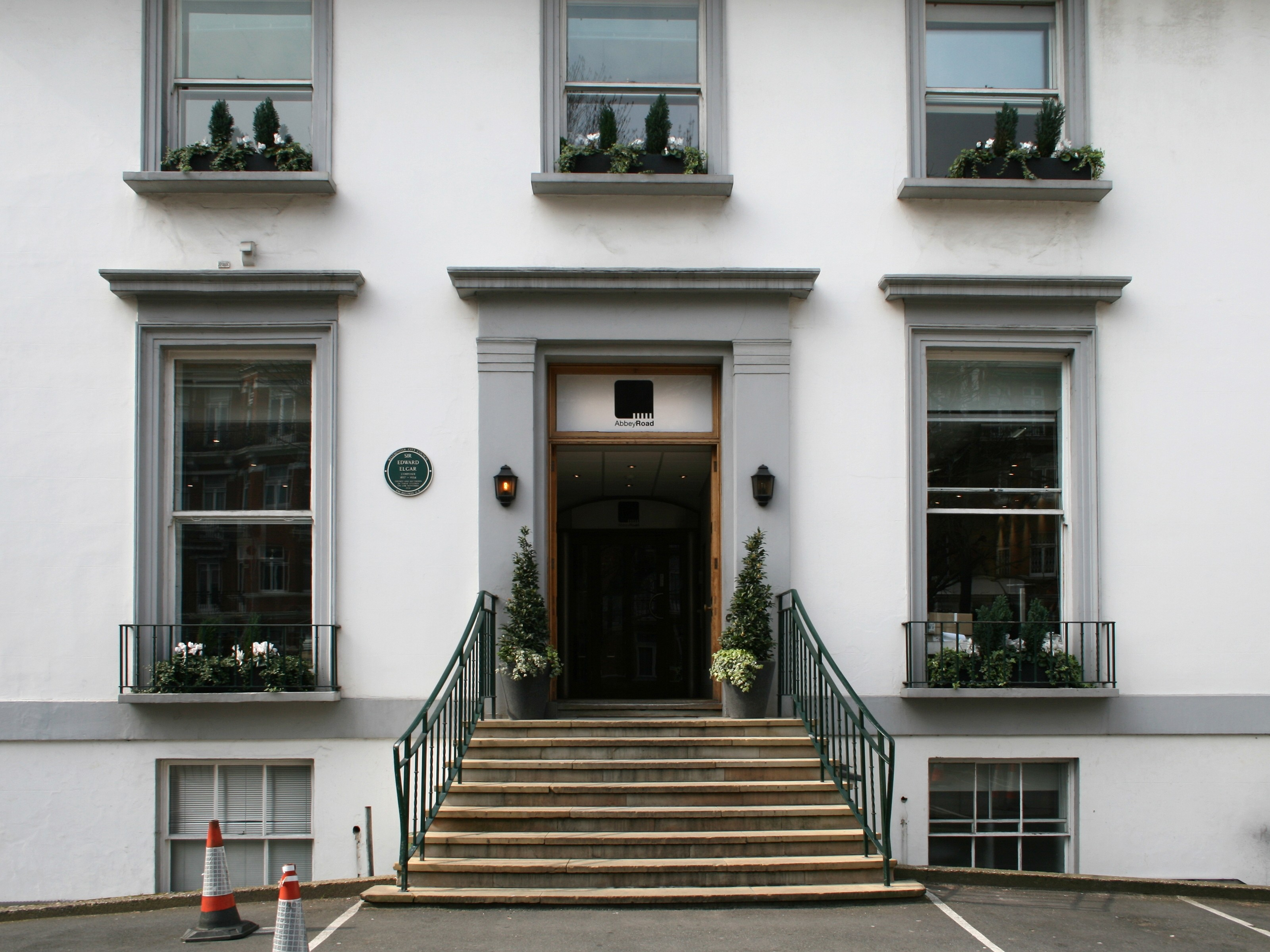
Facciata degli Abbey Road Studios a Londra.

Alan Parsons nasce il 20 dicembre 1948 a Londra, in Inghilterra, da Jean Kelty MacLeod e Denys Parsons. Da bambino studia pianoforte e flauto, e da adolescente si appassiona alla chitarra suonando in diversi gruppi nel periodo scolastico. Nel 1965 a sedici anni viene assunto dalla EMI, a West London, e viene assegnato al magazzino di duplicazione nastri, e tra la fine del 1966 e l'inizio del 1967 ha modo di avere a che fare con i nastri master dell'album Sgt. Pepper's Lonely Hearts Club Band che i Beatles stavano registrando proprio alla EMI. Nell'ottobre del 1967, la sua professionalità viene notata e la EMI gli trova un posto come aiuto tecnico del suono presso gli studi di Abbey Road, per poi divenire in breve tempo tecnico del suono e poi ingegnere del suono. Nel 1968 con il suo gruppo amatoriale i The Earth registra l'album Elemental che verrà pubblicato solamente nel 2016 a cura dell'ex leader del gruppo Ian Harris.

### The Beatles
Nel 1969 collabora, come assistente di studio, alla realizzazione del famoso ed ultimo concerto dal vivo dei Beatles, tenuto il 30 gennaio sul tetto degli Apple Studios. Alan sarà testimone diretto dell'evento trovandosi anche lui sul terrazzo dell'edificio. Nel gennaio del 1969, presso gli studi di Abbey Road, lavora all'LP Let It Be, sempre dei Beatles, che sarà pubblicato solo a maggio del 1970, e frattanto viene confermato, come secondo ingegnere del suono, nel team di Geoff Emerick e George Martin per la realizzazione del successivo album dei Beatles Abbey Road che sarà pubblicato il 26 settembre 1969 e sul quale viene accreditato per la prima volta.
Sempre nel 1969 collabora con numerosi gruppi seguiti dalla EMI tra cui i Procol Harum e i The Hollies, e svolge alcune sessioni per i Pink Floyd durante la registrazione dell'album Ummagumma.
Nel 1970, dopo lo scioglimento dei Beatles, Parsons collabora con George Harrison per l'album All Things Must Pass e con Paul McCartney per l'album McCartney. Nello stesso anno collabora con numerosissimi artisti tra cui Roy Harper per l'album Stormcock, Freddie and the Dreamers per Oliver In The Overworld e Chris Spedding per Backwood Progression.

### Pink Floyd
Nel 1970 viene nuovamente chiamato dai Pink Floyd per seguire la registrazione dell'album Atom Heart Mother. Nel 1971 viene chiamato a contribuire alla realizzazione dell'album Meddle, sempre dei Pink Floyd.
La collaborazione con Paul McCartney prosegue con gli album Ram e Wild Life del 1971. A fine 1971 registra, quale ingegnere del suono, il doppio album Inori di Karlheinz Stockhausen.
Tra i numerosi album registrati come ingegnere del suono nel 1972 si segnalano Only Lick I Know di Chris Spedding, Romany dei The Hollies e Red Rose Speedway il quarto album da solista di Paul McCartney.
Nel giugno del 1972 viene assunto, sempre come ingegnere del suono, dai Pink Floyd per realizzare il grande successo mondiale The Dark Side of the Moon, che verrà pubblicato nel marzo del 1973. Per l'ottimo lavoro svolto Parsons riceve la nomination ai Grammy Awards 1974 per la categoria Best Engineered Recording.
Sulla scia del successo ottenuto con i Pink Floyd incrementano le richieste di collaborazione come ingegnere del suono, del 1973 sono l'album d'esordio dei Kayak See See The Sun e due album di Roy Wood Boulders e Wizzard Brew.
Nel 1974 comincia l'attività di produttore, con sempre più artisti che si rivolgono a lui attraverso la EMI. L'esordio nel nuovo ruolo avviene con Steve Harley, il leader dei Cockney Rebel, per l'album The Psychomodo, per poi arrivare nello stesso anno alla produzione del singolo Magic, grande successo contenuto nell'album omonimo, e completamente prodotto da Parsons, del gruppo esordiente dei Pilot di Stuart Tosh, Ian Bairnson e David Paton, tutti futuri protagonisti del The Alan Parsons Project. Sempre per la EMI, continua a svolgere anche l'attività di ingegnere del suono, tra le tante collaborazioni Samantha Jones con l'album Sing It Again Sam, gli The Hollies con l'album omonimo Hollies e Terry Sylvester con l'album d'esordio.
Proprio dopo i primi successi come produttore, che peraltro non gli portavano benefici oltre lo stipendio fisso della EMI, Alan conosce Eric Woolfson che gli si propone quale manager. La collaborazione comincia immediatamente e dopo aver rifiutato la chiamata dei Pink Floyd per l'album Wish You Were Here, in quanto non intendevano riconoscergli delle royalties, cominciano i successi con le produzioni di Al Stewart, John Miles, The Hollies, Pilot, Richard Myhill, Jack Harris e gli Ambrosia.

### The Alan Parsons Project
Successivamente, nel 1975, con Eric Woolfson fonda il gruppo progressive rock "The Alan Parsons Project", il cui nucleo iniziale è costituito dai due fondatori che di volta in volta chiamano per le singole registrazioni numerosi session man. I principali collaboratori saranno i membri di due gruppi che Parsons sta seguendo come produttore in quegli anni, David Paton, Billy Lyall, Ian Bairnson e Stuart Tosh dei Pilot, e Joe Puerta, Burleigh Drummond, Christopher North e David Pack degli Ambrosia. Il gruppo in quindici anni di attività pubblica dieci album in studio. A questi si andrà ad aggiungere l'inedito The Sicilian Defence, inizialmente scartato nel 1979, inserito nel 2014 nel box-set The Complete Albums Collection contenente tutti i dischi del Project. Discorso a parte per il disco che doveva essere ufficialmente l'undicesimo, Freudiana, ma che dopo dissidi tra Parsons e Woolfson fu pubblicato a nome di quest'ultimo e senza il logo del Project, anche se produzione, autori, cantanti e musicisti erano gli stessi degli album precedenti. Nel 1990 dopo l'uscita di Freudiana il The Alan Parsons Project si sciolse ufficialmente.

#### Tales of Mystery and Imagination Edgar Allan Poe
Alan ed Eric, con il loro "The Alan Parsons Project", cominciano nell'aprile del 1975 a incidere i brani che andranno a formare, dopo un lungo ed accurato lavoro, Tales of Mystery and Imagination - Edgar Allan Poe pubblicato nel maggio del 1976. L'album è strutturato come un concept con tutti i brani ispirati alle opere di Edgar Allan Poe e riscuote da subito un ottimo successo, specialmente in Europa dove in Germania raggiunge l'undicesimo posto nelle classifiche di vendite, e raggiungendo ad oggi, con le varie riedizioni, una vendita di oltre otto milioni di copie.
Mentre è impegnato alla realizzazione del primo album del Project, nel maggio del 1975, Alan viene richiesto per una collaborazione speciale, quale tecnico del suono, per mixare in quadrifonia il brano Tubular Bells di Mike Oldfield che verrà inserito nell'album Quadrafile (Four Speakers Four Systems Four Sides) pubblicato in tiratura limitata nel 1976.
Ai Grammy Awards del 1976 Alan Parsons si ritroverà con ben due nomination su cinque per la categoria "Best Engineered Recording, Non Classical", avendola ricevuta, oltre che per il primo album del Project, anche per il secondo album degli Ambrosia Somewhere I've Never Travelled. Non riuscirà però ad aggiudicarsi il premio.
Sempre nel 1976 Parsons sarà impegnato, dopo Modern Times del 1975, a produrre un nuovo album per Al Stewart Year of the Cat.

#### I Robot
Dopo avere firmato un ricco contratto con l'Arista Records, nel dicembre del 1976, Parsons e Woolfson cominciano a registrare, presso gli studi di Abbey Road, il nuovo album che intitolano I Robot e dedicato quindi ai racconti di Isaac Asimov ed al futuro tecnologico che attende l'umanità. L'album viene pubblicato nel giugno del 1977, in contemporanea all'uscita del film di George Lucas Star Wars e pochi mesi prima di Incontri ravvicinati del terzo tipo di Steven Spielberg, raccoglie quindi un immediato successo raggiungendo subito la nona posizione nelle classifiche USA ed aggiudicandosi il disco di platino per avere superato il milione di copie vendute. L'album entra nelle top ten di numerose nazioni toccando il picco del secondo posto in Germania, Spagna e Nuova Zelanda. Sulla scia del successo verrà realizzato anche il primo videoclip del Project per il brano I Wouldn't Want to Be Like You.
Contemporaneamente Parsons produce l'ultimo album dei Pilot Two's a Crowd.

#### Pyramid
Nel settembre del 1977, con ancora in corso il successo di vendite dell'album precedente, Parsons e Woolfson cominciano a registrare per il nuovo album che intitolano Pyramid e avrà come filo conduttore l'antico Egitto e il mistero.
L'album viene pubblicato nel maggio del 1978 e ottiene un nuovo successo in termini di vendite, anche se inferiore all'album precedente, e Parsons riceve una nuova nomination, per i Grammy Awards del 1978, sempre per la categoria "Best Engineered Recording, Non Classical".
Nel 1978 Parsons si occupa anche della produzione del nuovo disco di Al Stewart Time Passages, registrato a Los Angeles, e della realizzazione del brano Boulder To Birmingham dei The Hollies, registrato in Inghilterra.
Dopo il successo di Pyramid, nell'autunno del 1978, Alan Parsons si trasferisce, anche per motivi fiscali, a Monaco e vi rimarrà fino al 1981.

#### Eve
Dopo aver allestito un piccolo studio di registrazione nel loro appartamento di Monte Carlo, Alan ed Eric cominciano a registrare i brani per l'album successivo che chiamano Eve. Anche questo album segue lo schema del concept legando i brani al tema della donna, della sua rivalità con l'uomo anche dal punto di vista spirituale. Per completare le registrazione viene utilizzato anche uno studio a metà strada tra Monte Carlo e Nizza, il Super Bear Studios, che in quegli anni era frequentato anche dai Pink Floyd ed Elton John. Eve viene pubblicato nell'agosto del 1979 e continua a riscuotere successo, specialmente in Europa dove in Germania arriva al primo posto nelle classifiche sia l'album che il singolo Lucifer.
Per l'album Eve Parsons riceve una nuova nomination ai Grammy Awards 1979, nella categoria "Best Engineered Recording, Non Classical".
Nel 1979 Parsons produce il nuovo album di John Miles More Miles Per Hour.

#### The Turn of a Friendly Card
La permanenza a Monaco e la scontata frequentazione del Casinò di Monte Carlo stimolano il tema dell'album successivo, che tratterà del mondo del gioco e dei suoi rischi. Le registrazioni di The Turn of a Friendly Card cominciano a fine 1979 e questa volta Alan ed Eric decidono di utilizzare uno studio di registrazione più attrezzato spostandosi per alcuni periodi a Parigi. L'album viene pubblicato nel novembre del 1980 e riscuote un grande successo in termini di vendite, che sarà inferiore solo all'album Eye in the Sky; raggiunge la tredicesima posizione nelle classifiche USA, ma come sempre è in Europa che spopola arrivando al secondo posto sia in Austria che in Germania.
Visto il successo vengono realizzati anche tre videoclip per altrettanti brani The Gold Bug, Games People Play e The Turn of a Friendly Card (part two). Per il brano May Be A Price To Pay viene invece realizzato un video promozionale con riprese effettuate nello studio di registrazione di Montecarlo.
Parsons nel 1981 riceve la quarta nomination ai Grammy Awards per un album del Project, sempre nella categoria "Best Engineered Recording, Non Classical".

#### Eye in the Sky

L'occhio di Horus, dal 1982 simbolo del The Alan Parsons Project.

Rientrati in Inghilterra, anche grazie alle tasse notevolmente diminuite, Parsons e Woolfson cominciano ad incidere il nuovo album nella seconda metà del 1981 chiamandolo Eye in the Sky e verrà registrato presso gli studi Abbey Road. Il tema dell'album sarà il Grande Fratello di Orwell anche nella sua accezione divina. La veste grafica viene realizzata dalla Hipgnosis di Storm Thorgerson che per Eye in the Sky crea come simbolo distintivo l'occhio di Horus, che diventerà poi il simbolo del The Alan Parsons Project ed in seguito di Alan Parsons in generale.
Eye in the Sky viene pubblicato nel maggio del 1982 divenendo da subito il più grande successo della band di Parsons: negli USA arriva settimo, in Canada, Paesi Bassi, Norvegia e Nuova Zelanda arriva terzo, in Italia secondo e come al solito primo in Austria e Germania. Il singolo Eye in the Sky riscuote un notevole successo arrivando terzo negli USA e primo in Canada e Spagna; in generale ha ottimi risultati in tutti i paesi europei compresa l'Italia dove arriva quinto.
I brani dell'album saranno, tra quelli del Project, i più utilizzati negli anni 80 e 90 dalle radio e tv, con la strumentale Mammagamma mandata in loop continuo al termine della programmazione di alcune radio e Sirius che negli anni 90 viene utilizzato per sei stagioni come sottofondo per l'ingresso in campo dei giocatori della squadra dei Chicago Bulls.
Con quella del 1982 per Eye in the Sky Parsons arriva alla decima nomination ai Grammy Awards, senza però riuscire ancora a vincerlo.
Sulla scia del successo di Eye in the Sky nell'arco del 1983 a ottobre viene pubblicata la prima raccolta del Project The Best of the Alan Parsons Project e Andrew Powell ri-arrangia i migliori brani del gruppo pubblicando l'album Andrew Powell and The Philharmonia Orchestra Play The Best of The Alan Parsons Project.

#### Ammonia Avenue
Nel arco del 1983 viene registrato il nuovo album Ammonia Avenue che non ha un vero e proprio filo conduttore ma comunque si ispira alle grandi fabbriche ed al tema dell'inquinamento. Viene pubblicato nel febbraio del 1984 ed è il primo album del Project ad essere stampato anche su CD. L'album non ripete i risultati record del precedente ma conferma l'alto livello raggiunto dal gruppo posizionandosi al quattordicesimo posto negli USA, quinto in Italia, Austria e Norvegia, secondo in Spagna, primo in Germania, Paesi Bassi e Svizzera.
Per Prime Time e Don't Answer Me vengono realizzati i videoclip e quest'ultimo ha un notevole successo anche dal punto di vista qualitativo tanto che riceve la nomination per gli MTV Video Music Awards 1984.
Dopo la pubblicazione di Ammonia Avenue una famosa marca di liquori italiana decide di utilizzare la strumentale The Gold Bug, dell'album The Turn of a Friendly Card, come colonna sonora per gli spot della stagione 1984 e 1985.

#### Vulture Culture
Nel maggio del 1984 Parsons e Woolfson cominciano a registrare per l'album Vulture Culture il cui concept sarà l'aspra critica alla società moderna, definita nel titolo "cultura dell'avvoltoio", in cui i più furbi tentano di fare profitto alle spalle del prossimo. Come cantanti, oltre ad Eric Woolfson, vengono scelti Colin Blunstone, David Paton, Chris Rainbow e Lenny Zakatek, terminate le registrazioni nel luglio del 1984, l'album viene pubblicato il febbraio del 1985 e mentre nei paesi di lingua inglese viene accolto freddamente, entra in top ten in quasi tutti i paesi europei con i soliti ottimi risultati nei Paesi Bassi con il terzo posto, Spagna e Svizzera con il secondo e il primo posto in Germania.
Per il brano Let's Talk About Me viene realizzato anche un videoclip.
Sarà l'unico album del The Alan Parsons Project senza il supporto delle orchestrazioni dirette da Andrew Powell, infatti il direttore d'orchestra è impegnato nella realizzazione della colonna sonora per il film Ladyhawke.

#### Ladyhawke
Nel 1985 Alan Parsons produce la colonna sonora del film Ladyhawke composta da Andrew Powell.

#### Stereotomy
Nell'ottobre del 1984 cominciano a registrare per l'album Stereotomy presso i Mayfair Studios a Londra, quando ancora si sta lavorando alle ultime fasi per la pubblicazione di Vulture Culture, e il nome del disco viene suggerito ad Eric Woolfson dal racconto di Edgar Allan Poe I delitti della Rue Morgue, in cui la parola stereotomy fornisce al protagonista l'indizio per venire a capo di un mistero. Il concept di questo album è molto più difficile da percepire, e si riferisce ai fattori che influiscono, nel bene e nel male, sulla vita degli uomini: alcol, sesso, fama e voglia di raggiungere gli obiettivi. Stereotomy è sicuramente l'album più rock del Project e Parsons per la prima volta realizza un album completamente in digitale. Come cantanti vengono scritturati John Miles, Chris Rainbow, Gary Brooker, Steve e Graham Dye.
Concluse le registrazioni nell'agosto del 1985 Stereotomy viene pubblicato nel gennaio del 1986; solo in Germania nel novembre del 1985, ottiene un buon risultato, ma non riesce a ripetere i successi degli altri album nelle classifiche di vendita, con il quinto posto in Spagna quale miglior posizionamento. Per il singolo Stereotomy viene realizzato un videoclip con tecniche rivoluzionarie ma poco attrattivo visivamente. Tra le altre caratteristiche di Stereotomy vi è quella di contenere il brano strumentale più lungo mai realizzato dal Project Where's The Walrus?, e per la prima volta dall'album Eve del 1979 Eric Woolfson non canta in alcun brano.
Ai Grammy Awards 1986 Parsons riceve due nomination, una per il brano strumentale Where's The Walrus? inserito nella categoria Best Rock Instrumental Performance (Orchestra, Group or Soloist), ed una seconda per la copertina dell'album nella categoria Best Album Package. Nessuna delle due nomination raggiunge l'obiettivo.
Il brano Limelight verrà utilizzato come spot per una nota marca di elettrodomestici italiana per quasi dieci anni a partire dal 1987
Nel 1985, durante la registrazione di Stereotomy, la Philips realizza un video promozionale, con intervista a Parsons e Woolfson, per far conoscere il compact disc che in quegli anni cominciava ad essere utilizzato nelle discografie dei migliori artisti.

#### Gaudi
Nell'ottobre del 1985 Parsons e Woolfson cominciano a registrare i brani da inserire nell'album Gaudi, ed il concept sarà incentrato sulla vita e sulle opere dell'artista catalano Antoni Gaudí. Le registrazione avvengono, oltre che ai già testati Mayfair Studios, nel nuovissimo studio personale appena costruito a Benenden, presso la sua abitazione, da Alan Parsons e chiamato "The Grange" e terminano nell'agosto del 1986. Gaudi viene pubblicato nel gennaio del 1987 non riscuotendo grandi consensi nei paesi di lingua inglese e raggiungendo buone posizioni in classifica nei mercati europei: in particolare arriva secondo nei Paesi Bassi, sesto in Germania, e trainato dal titolo familiare agli iberici, primo in Spagna.
Per l'album vengono coinvolti Ian Bairnson alle chitarre, Richard Cottle alle tastiere e sax, Stuart Elliott alla batteria e la new entry Lawrence Cottle alla chitarra basso; Andrew Powell dirige l'orchestra; come cantanti John Miles, Lenny Zakatek, Eric Woolfson e Geoff Barradale.
Per il singolo Standing on Higher Ground viene realizzato anche un videoclip.

#### Tales of Mystery and Imagination Edgar Allan Poe- 1987
Nel novembre del 1987 viene ripubblicato il primo album del Project, Tales of Mystery and Imagination - Edgar Allan Poe, su compact disc rimasterizzato e remixato da Parsons nel suo nuovo studio. Parsons ritocca tutti i brani migliorando tutto ciò che è possibile ed aggiungendo alcuni passaggi ai sintetizzatori, vengono inoltre aggiunti gli assoli di chitarra di Bairnson. La novità principale è l'inserimento delle narrazioni di Orson Welles, registrate nel 1976 ma poi accantonate ed utilizzate solamente negli spot promozionali radiofonici.
Caso più unico che raro, per una ripubblicazione, Tales of Mystery and Imagination, vende oltre 500 000 copie.
Nel novembre del 1987 viene pubblicata la raccolta The Best of The Alan Parsons Project Vol. 2 per contenere i migliori brani degli ultimi quattro album che mancavano nel primo volume del The Best del 1983. Per sfruttare la notorietà del brano Limelight amplificato dallo spot televisivo di una nota marca in Europa, per questo mercato la raccolta verrà intitolata Limelight The Best of Vol.2.
Nel novembre del 1988 viene pubblicata la raccolta The Instrumental Works che contiene una selezione delle 10 migliori strumentali realizzate dal Project.

#### Freudiana
Dopo aver terminato il lavoro sulla riedizione di Tales of Mystery and Imagination, nel dicembre del 1987, Parsons e Woolfson firmano un contratto con la EMI per pubblicare un nuovo album del Project. I lavori di registrazione vanno avanti per quasi due anni presso lo studio The Grange di Parsons, e i musicisti sono gli stessi degli album precedenti con Ian Bairnson alle chitarre, Stuart Elliott alla batteria e percussioni, Laurie Cottle al basso, Richard Cottle ai sintetizzatori e sax, Andrew Powell agli arrangiamenti orchestrali, Eric Woolfson alle tastiere e pianoforte ed Alan Parsons oltre che della produzione effettua alcuni interventi alle tastiere. I cantanti sono Eric Woolfson, Leo Sayer, Graham Dye, The Flying Pickets, Kiki Dee, Eric Stewart, Frankie Howerd, Marti Webb, Gary Howard, Chris Rainbow e John Miles. Freudiana viene pubblicato l'11 ottobre 1990 e il concept che unisce tutti i brani sono la vita e le opere di Sigmund Freud, ma per un dissidio tra Parsons e Woolfson non viene accreditato al Project ma semplicemente intitolato "Freudiana by Eric Woolfson". Lo scontro era sorto dalla decisione di Woolfson che, durante la fase di registrazione, aveva creato una sua società, per poi mettere su un musical utilizzando Freudiana: musical che partirà a Vienna nel dicembre del 1990; Parsons, che voleva mantenere la pubblicazione ordinaria e non trasformarla in un musical, non diede l'ok per l'utilizzo del nome del Project. L'album, senza alcun collegamento al Project, avrà scarsissima visibilità e le vendite molto al di sotto delle aspettative.
Per il brano Freudiana viene realizzato un videoclip, che sarà l'ultimo del Project, in cui oltre a ballerini e figuranti, l'unico membro del gruppo a comparire, sia mentre suona il piano che mentre canta, è Eric Woolfson.
Parsons continua a collaborare al musical Freudiana occupandosi della parte tecnica delle prime repliche, ve ne saranno quasi quattrocento, e nonostante gli spettacoli abbiano sempre il tutto esaurito, quando lo stesso non va oltre la città di Vienna, e Woolfson comincia a parlare di realizzare un altro musical, le strade dei due si dividono definitivamente con Parsons che non si sente adatto nel mondo del teatro.
Freudiana quindi rimane l'ultima collaborazione, non accreditata, del "The Alan Parsons Project".

### Solista

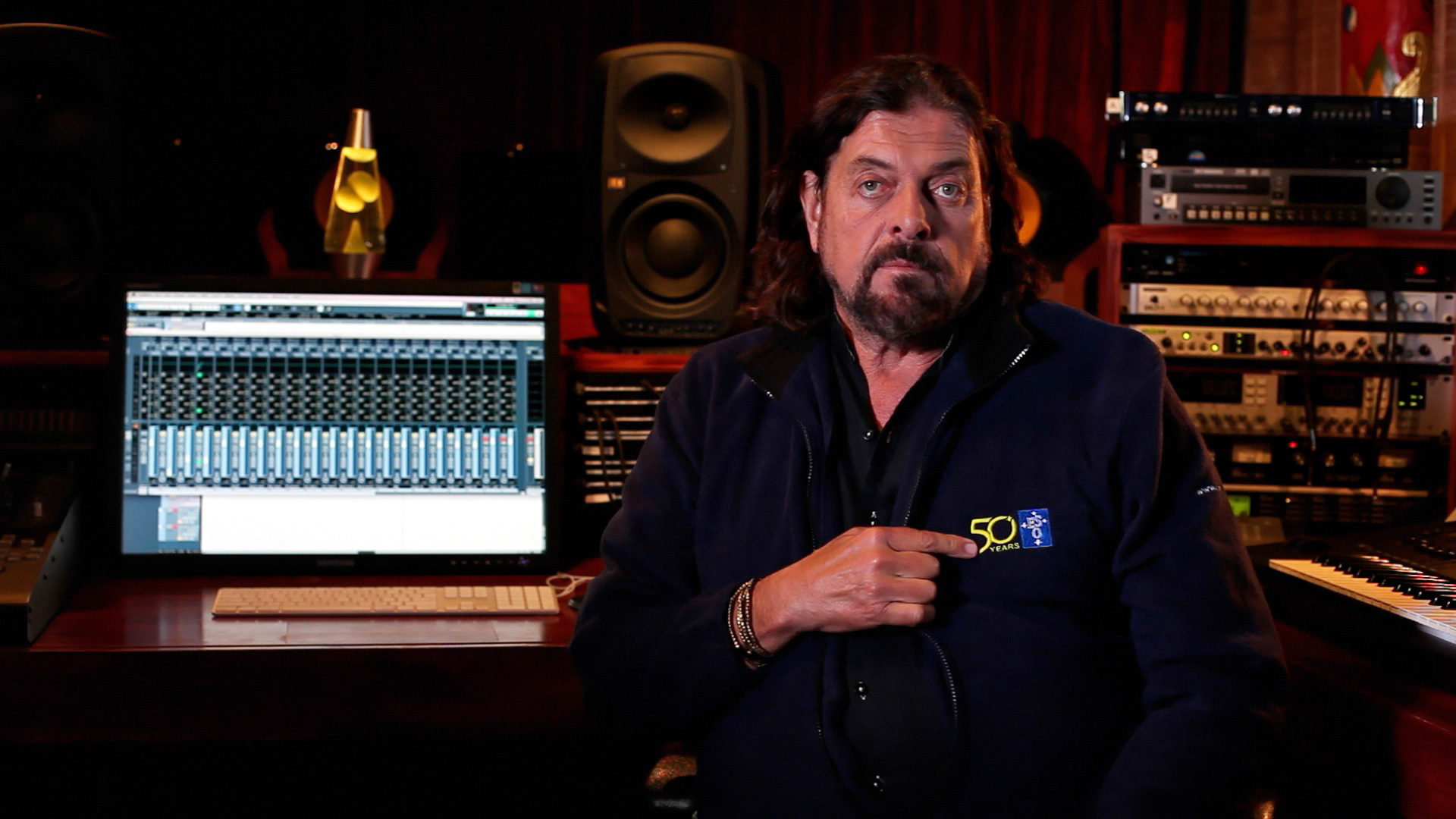
Alan Parsons celebra con un video il 50º anniversario dell'ESO, il 16 novembre 2012.

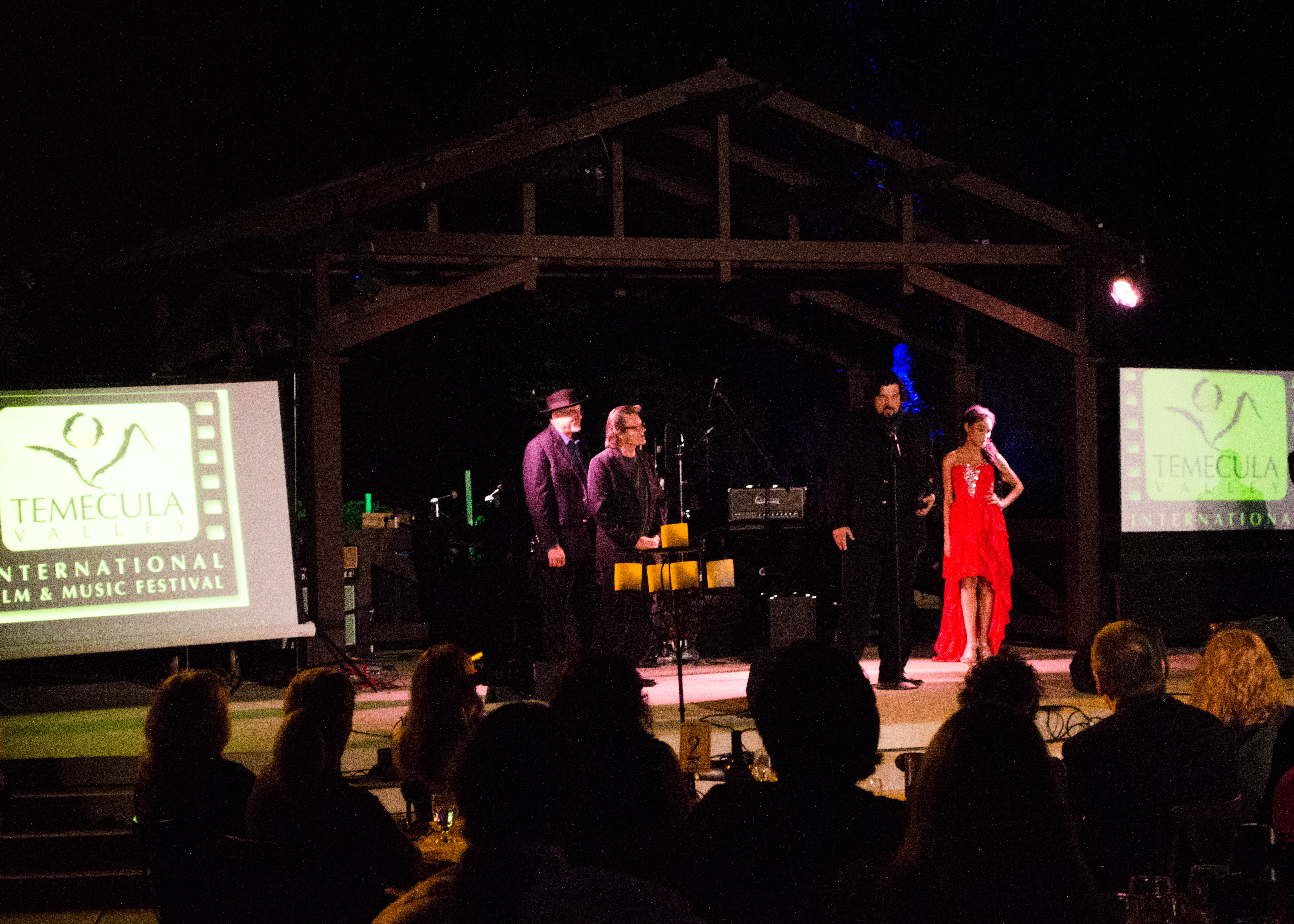
Il 21 settembre 2014 Alan Parsons riceve il Lifetime Achievement Award 2014 al Temecula Valley International Film Festival.

Nell'ottobre del 1990 Alan Parsons ed Eric Woolfson, con tutti i membri del loro gruppo, fanno la loro prima, ed ultima, apparizione dal vivo ed insieme, al festival musicale Night of the Proms, svoltosi dal 25 al 27 ottobre ad Anversa in Belgio. Le esibizioni delle tre serate saranno le uniche nella storia in cui con il nome "The Alan Parsons Project" si esibisce dal vivo il gruppo al completo, con l'orchestra guidata da Andrew Powell, Alan Parsons al mixer, Eric Woolfson dietro le quinte, con le voci di Lenny Zakatek, Gary Brooker e David Paton, Ian Bairnson alla chitarra elettrica, Richard Cottle al sax e tastiere e Laurie Cottle alla chitarra basso.
Nel 1991 Alan Parsons decide con la famiglia di trasferirsi a Santa Barbara in California dove acquista una casa e vende tutte le sue proprietà in Inghilterra compreso lo studio di registrazione "The Grange". In California Parsons rimarrà pochissimo non riuscendo la famiglia ad accettare il cambiamento. Quindi si trasferisce nuovamente in Inghilterra e comincia a costruire un nuovo studio di registrazione il "ParSonics".
Nel novembre del 1992 Parsons pubblica un libro per gli addetti ai lavori negli studi di registrazione The Master Tape Book. Alla realizzazione del libro collaborano Bill Foster e Chris Hollebone, e la prefazione è a cura di Phil Collins.
Nel 1993 realizza con Stephen Court un album intitolato Sound Check, dedicato agli addetti ai lavori, per il test audio professionale delle apparecchiature.

#### Try Anything Once
Dopo lo scioglimento del The Alan Parsons Project, Parsons registra al ParSonics, dall'ottobre del 1992 all'agosto del 1993, per un nuovo album ed inizia la sua attività da solista con il solo nome "Alan Parsons" incidendo il primo album Try Anything Once pubblicato il 26 ottobre del 1993. Del nuovo gruppo fanno parte Ian Bairnson, Stuart Elliott, Andrew Powell, David Pack e Richard Cottle, come cantanti vengono chiamati a collaborare Chris Thompson, Eric Stewart e Jacqui Copland. L'album non raggiunge i risultati sperati entrando nella top cento solo in Germania e nei Paesi Bassi.
Il brano Turn It Up viene lanciato anche come singolo con la realizzazione di un videoclip di ottima fattura. Per la promozione dell'album viene realizzato un apposito spot per la distribuzione televisiva e cinematografica.
Il 14 ottobre del 1993, pochi giorni prima dell'uscita di Try Anything Once, al Greek Theatre di Los Angeles Alan e la sua band partecipano al Concerto per la Bosnia Children Under Siege. Dopo le tre serate dell'ottobre 1990 questa è la seconda volta che Alan Parsons, con la sua band, si esibisce dal vivo eseguendo tre brani Sirius, Eye in the Sky e Turn It Up.

#### Alan Parsons Live Project
Nel maggio del 1994 comincia un tour europeo, di nove date, che rappresenta il primo tour di Parsons in quasi 20 anni di attività discografica. In questo tour si presenta come Alan Parsons Live Project, e vi chiama a partecipare Ian Bairnson, Richard Cottle, Andrew Powell, Stuart Elliott, Jeremy Meek, Chris Thompson e Gary Howard. Dal tour viene estratto l'album Live, prima registrazione dal vivo di Alan Parsons, pubblicato nel 1994 in Europa. Nel 1995 viene pubblicato anche negli USA con il titolo The Very Best Live e con l'aggiunta di tre brani, registrati appositamente al ParSonics nel febbraio del 1995, When, Take The Money And Run e la cover di You're The Voice di John Farnham.

#### World Liberty Concert
Nel 1995 Parsons diventa direttore artistico del World Liberty Concert, l'importante concerto tenutosi l'8 maggio ad Arnhem nei Paesi Bassi per festeggiare il 50º anniversario della fine della seconda guerra mondiale. Partecipano al concerto Joe Cocker, Art Garfunkel, Cyndi Lauper, Wet Wet Wet, UB40, Candy Dulfer e Renè Froger, Alan Parsons e la sua band sono sempre presenti sul palco, ed oltre a eseguire diversi brani del The Alan Parsons Project e di Parsons da solista, accompagnano anche le esibizioni di tutti gli altri artisti. Per la manifestazione Parsons realizza appositamente anche tre nuovi brani strumentali The World Liberty Theme, Black Horizon e White Dawn. Il concerto viene organizzato come una vera e propria rievocazione dello sbarco in Normandia e delle operazioni militari per liberare i Paesi Bassi, con oltre alle esibizioni canore numerosi interventi di figuranti e membri delle forze armate, specialmente lungo il corso dei canali lungo il quale sono posizionati gli spettatori, la narrazione delle rievocazioni è affidata al giornalista statunitense Walter Cronkite. La band di Parsons è composta da Ian Bairnson alla chitarra, Stuart Elliott alla batteria, Andrew Powell e Richard Cottle alle tastiere, Felix Krish al basso, come cantanti Mick Muttins e Chris Thompson, mentre Alan Parsons oltre a partecipare ai cori suona le tastiere e la chitarra.
Nello stesso anno organizza un nuovo tour mondiale di ben 50 date sempre con l'ormai collaudato nome Alan Parsons Live Project.
Sempre nel 1995 Alan Parsons riceve il Les Paul Award per l'eccellenza raggiunta nell'applicazione della tecnologia audio.

#### On Air
Nel dicembre del 1995 comincia ad incidere il nuovo album On Air, che verrà pubblicato il 4 settembre 1996, disco ispirato all'epopea del volo, ai fratelli Montgolfier e al futuro che verrà con la fantastica previsione della colonizzazione di altre galassie e di mondi lontani. Parsons chiama a collaborare ad On Air Ian Bairnson, Richard Cottle, Christopher Cross, Graham Dye, Stuart Elliott, John Giblin, Neil Lockwood, Steve Overland, Gary Sanctuary, Eric Stewart ed Andrew Powell. Per i singoli Brother Up In Heaven e Fall Free vengono realizzati dei videoclip che non riescono ad incrementare le vendite che in generale non raggiungono le aspettative. Ne segue un tour dal nome "On Air World Tour" che durerà fino al 1998.
Sempre nel 1996 Parsons pubblica per gli addetti ai lavori, con Stephen Court, Sound Check 2.
Nel 1997 Parsons cura la rimasterizzazione dei brani del The Alan Parsons Project che vengono inseriti nella raccolta in due CD The Definitive Collection.
Il 1º luglio 1997 Parsons viene nominato vice presidente dell'EMI Studios Group, che tra gli altri comprende gli studi Abbey Road, ma dopo circa un anno, nel 1998, a fronte dei già ingenti impegni, chiede e ottiene un ridimensionamento dell'incarico al solo responsabile degli Special Projects.
Nel maggio del 1998, durante il lunghissimo tour mondiale di On Air, Alan Parsons si esibisce per la prima volta in Italia toccando le città di Trieste, Bolzano e Milano.
Il 27 giugno del 1999 nello Stadio Olimpico di Monaco di Baviera, Michael Jackson organizza un concerto di beneficenza, a favore del fondo internazionale Nelson Mandela's Children's Fund, chiamato Michael Jackson & Friends: The Power of Humanity - What More Can I Give. Alan e la sua band si esibiscono con i loro successi e suonano anche con Ringo Starr i due brani dei Beatles Yellow Submarine e With a Little Help from My Friends.

#### The Time Machine
Concluso il tour On Air, tra il gennaio ed il maggio 1999 Parsons registra The Time Machine, pubblicato il 28 settembre, il cui titolo è preso a prestito dall'omonimo romanzo di H.G. Wells. Nell'album figura la partecipazione di altri famosi artisti come Tony Hadley degli Spandau Ballet, Moya Brennan dei Clannad, Beverly Craven e l'amico Colin Blunstone. Per il brano Dr. Evil Edit viene pubblicato anche un videoclip, e lo stesso brano viene inserito come bonus track per la versione europea con un re-mixaggio con cui Parsons aggiunge la narrazione del Dr. Evil presa dal film Austin Powers - La spia che ci provava, uscito a giugno nelle sale, in cui il regista ha dedicato una citazione ad Alan Parsons ed al The Alan Parsons Project. L'album non riscuote un grande successo ma supera abbondantemente le vendite di On Air. Sempre a settembre inizia il The Time Machine World Tour, per le cui date europee parteciperà quale special guest Tony Hadley. Il tour si conclude a dicembre in Giappone.

#### Iconic Phare
Nel 1997 tre giovani musicisti inglesi, Paul D'Acia, Russell Dawson-Butterworth e Richard Dews, fondarono il gruppo Millenia in Arc con l'album di debutto intitolato Thinking Rock stilisticamente influenzati dal progressive rock del The Alan Parsons Project. Lo stesso Alan Parsons venuto a conoscenza del nuovo gruppo ne rimase positivamente colpito, li volle incontrare presso gli Abbey Road Studios ed accettò di produrre e partecipare alla realizzazione del loro prossimo album. Per prima cosa Parsons decise che il gruppo doveva cambiare nome e dopo un'attenta valutazione sul se aggiungere o togliere qualcosa al nome attuale decise di passare al definitivo Iconic Phare. All'inizio del 1999 gli Iconic Phare completarono la realizzazione del nuovo album con Alan Parsons in veste di Produttore esecutivo ma coinvolto anche in tutte le fasi di realizzazione dell'album tra cui la pianificazione, modifica dei testi e musica, registrazione, produzione, post-produzione ed editing. Alan Parsons sfruttò tutte le sue conoscenze per ottenere il massimo per il loro lancio ufficiale sul mercato mondiale, che però per alcuni ritardi non avvenne prima del giugno 2000. Il nuovo prodotto verrà intitolato Turning The Tide un concept album di quattordici tracce, registrato presso gli Abbey Road Studios e gli Elwy Valley Studios della Carrera Recordings, con lo stile di Parsons che ne pervade ogni brano richiamandosi già ad un primo ascolto al progressive ed alla maniacale attenzione all'alta definizione musicale. Per completare l'album furono anche inseriti alcuni brani dell'album di esordio Thinking Rock rimasterizzati e migliorati anche grazie al tocco di Parsons. Del progetto Iconic Phare non faceva più parte Richard Dews e oltre al duo di fondatori composto da Paul D'Acia e Russell Dawson-Buttersworth furono coinvolti alle chitarre Wyn Pearson, al basso Ollie Collins, al sax Rico Garofalo ed alle batterie e percussioni Richard Kenyon.
Nella primavera del 2000 Alan Parsons si separa dalla moglie Smokey e, dopo avere chiuso il ParSonics, si trasferisce, con la nuova compagna Lisa Marie Griffiths di nuovo in California.
Tra il 15 ed il 30 novembre del 2000 Alan è coinvolto, per dodici serate, nell'edizione di "The British Rock Symphony", un progetto di David Fishof: gli artisti chiamati a parteciparvi interpretano brani di band anni sessanta e settanta, accompagnati da un'orchestra sinfonica e un coro.

#### A Walk Down Abbey Road
Nel 2001 nasce una produzione di Tony Ludwig, in cooperazione con la Front Row Productions e Alan Parsons, che dopo l'approvazione di Sir Paul McCartney dà vita al "A Walk Down Abbey Road", tour multi artistico di tributo ai Beatles, in cui Parsons tra giugno e luglio partecipa a trentatré date in giro per gli USA e Giappone.. Il progetto andrà avanti per quasi quattro anni e tra gli artisti più presenti vi sono Todd Rundgren, Ann Wilson degli Heart, John Entwistle dei The Who e Jack Bruce dei Cream.

#### Alan Parsons Live Project, scioglimento e rinascita
Dopo che sia nel 2000 che nel 2001 Parsons abbia ripreso a sprazzi il The Time Machine World Tour, il 4 settembre del 2001 dichiara terminata l'esperienza del Alan Parsons Live Project specialmente a causa della distanza tra i membri del gruppo dopo che lui si è trasferito in California.
Nel gennaio del 2003 Parsons ricomincia ad effettuare tour ma con un gruppo rinnovato, definito sempre Alan Parsons Live Project, i nuovi membri sono: Godfrey Townsend alla chitarra, Steve Murphy alla batteria, John Montagna al basso, Manny Focarazzo alle tastiere e Kip Winger voce, ma la grande novità è Parsons stesso che oltre a partecipare ai cori, in alcuni brani canta e utilizza chitarra, tastiere e mixer. Ad ottobre riprende un Tour mondiale, che comincia dagli USA per poi fare tappa in Messico e Spagna, con il nuovo gruppo ormai consolidato a cui si aggiunge come voce, al posto di Winger, P.J. Olsson.

#### A Valid Path

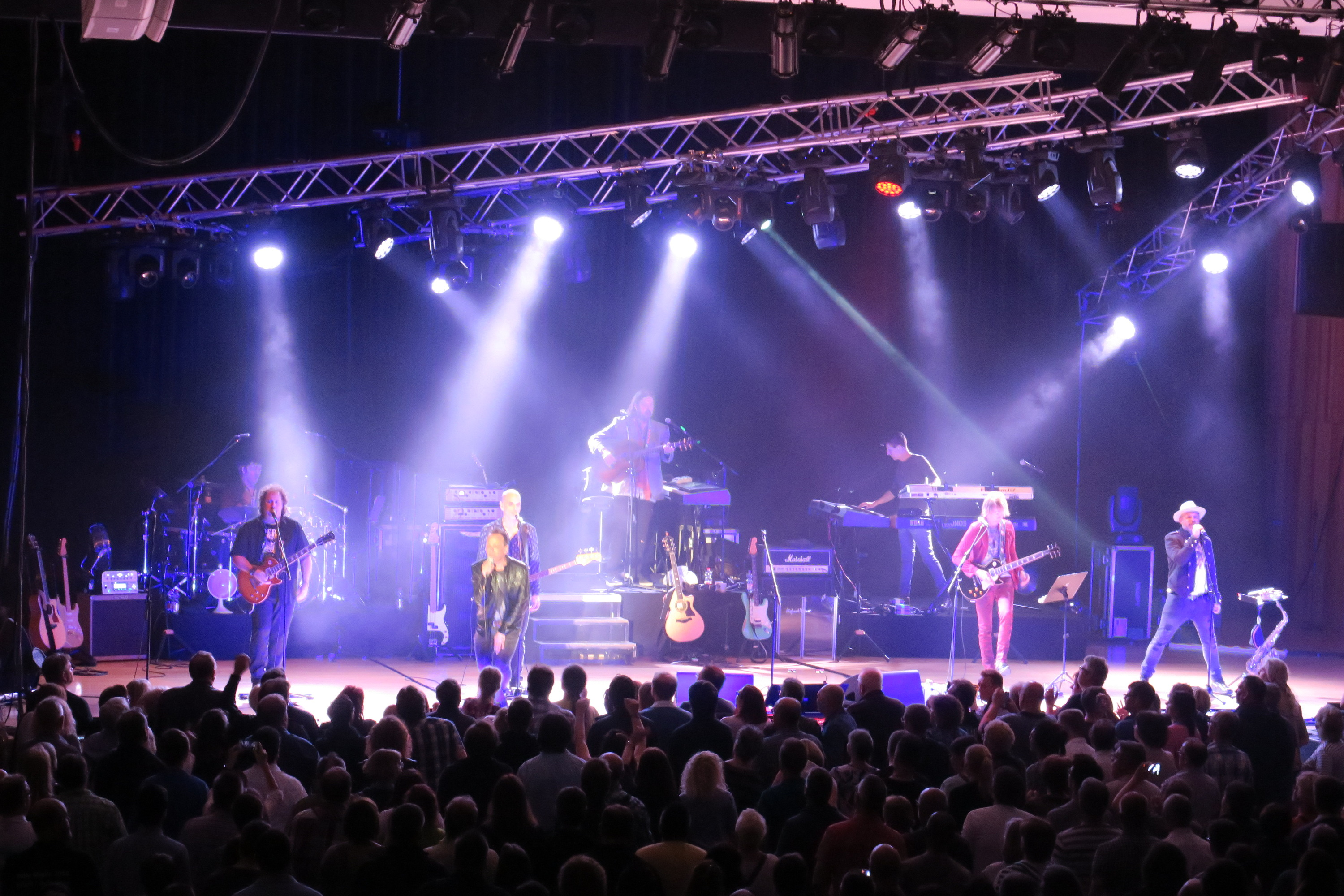
L'Alan Parsons Live Project in concerto nel 2017.

Il 24 agosto del 2004, dopo cinque anni di silenzio discografico, Parsons pubblica A Valid Path, un nuovo album solista in cui inizia una sperimentazione verso la musica elettronica, avvalendosi anche della collaborazione di nomi celebri in questo campo, e di special guest come David Gilmour, The Crystal Method, Nortec Collective, Shpongle, Uberzone e l'ex Monty Python John Cleese come narratore. Partecipano inoltre David Pack, Jeremy Parsons, Alastair Greene e P.J. Olsson che oltre a cantare è coautore di alcuni brani ed affianca Parsons come ingegnere del suono nel mixaggio. L'album, nonostante la crisi del mercato discografico sia in atto già da diversi anni, ottiene un buon risultato superando in termini di vendite The Time Machine, con i soliti migliori risultati nei mercati europei.
All'uscita del disco fanno seguito alcuni tour che portano Parsons ad esibirsi nuovamente anche in Italia, e per la prima volta a Napoli. Una delle date spagnole di questo tour è stata immortalata nel DVD Live in Madrid che contiene alcuni dei più grandi successi del The Alan Parsons Project affiancati da brani dell'ultimo album da solista A Valid Path.
Nel 2006 Parsons pubblica la raccolta in tre cd Days Are Numbers in cui viene inserito il brano inedito No Answers Only Questions messo da parte nel 1983.
Per A Valid Path Parsons riceve la nomination ai Grammy Awards 2007 nella categoria Best Surround Sound Album.

#### The Alan Parsons Project - Expanded Edition
Dal marzo del 2007 al settembre del 2008 Parsons, in collaborazione con la Sony ed Eric Woolfson, si occupa della ripubblicazione di tutto il catalogo del The Alan Parsons Project in versione rimasterizzata ed ampliata, denominata Expanded Edition. In ogni singola ripubblicazione viene aggiunto materiale inedito e si arrivano ad avere anche ben sei o sette bonus track per album, come per The Turn of a Friendly Card che raggiunge un totale di 17 tracce.
Il 6 gennaio 2008 partecipa al Concerto dell'Epifania, trasmesso su Raiuno dall'Auditorium Rai di Napoli, cantando due successi dal repertorio di The Alan Parsons Project: Eye in the Sky e Don't Answer Me.
Nel 2010 Alan Parsons pubblica il singolo All Our Yesterdays, di cui realizza anche un videoclip, ed il live album Eye 2 Eye: Live in Madrid, registrato dal vivo a Madrid il 4 maggio del 2004. Nello stesso anno pubblica un triplo DVD intitolato Art & Science Of Sound Recording, un vero e proprio corso di formazione sulla produzione e registrazione musicale, e nel 2014 con lo stesso titolo verrà pubblicato anche un libro.

#### Master Class Training Session
Sempre nel 2010 Parsons da inizio ad una serie di seminari denominati Master Class Training Sessions, in cui gruppi di praticanti vivono una o più giornate negli studi di registrazione con Alan e spesso anche con ospiti speciali. Nei seminari tenuti dal 16 al 19 novembre 2015 lo studio di registrazione ad ospitare Parsons è stato l'Abbey Road a Londra. Ospite speciale per queste giornate è stato il batterista dei Pink Floyd Nick Mason.
Nell'ambito della promozione dei seminari e dell'Art &Science of Recording, nel novembre 2011, Parsons scrive e produce il singolo Do You Live At All?. Per il brano vi è il contributo al basso di Nathan East, alle tastiere Rami Jaffee, alla batteria Vinnie Colaiuta, alle chitarre Michael Thompson e come voce P.J. Olsson.
Nel 2020, dopo ben dieci anni di seminari, a causa del COVID-19 Parsons trasformò temporaneamente le Master Class Training Sessions in versione streaming.

#### Diva Award 2012
Il 26 giugno 2012, a Monaco in Germania, riceve il Diva Award 2012 alla carriera per la categoria Hall of Fame - Music Lifetime Achievement.

#### The Prog Collective, Lichtmond, Steven Wilson e Jake Shimabukuro
Il 14 agosto del 2012 la Cleopatra Records pubblica l'album The Prog Collective del bassista Billy Sherwood. Alan Parsons compare come guest star cantando nel brano The Technical Divide.
Nell'estate del 2012 Alan Parsons viene chiamato a collaborare dai Lichtmond per il brano Precious Life del loro secondo album Universe Of Light. Per il brano Parsons è co-autore, tastierista aggiuntivo e voce, e ne viene realizzato anche un videoclip. L'album viene pubblicato il 28 settembre 2012 mentre il videoclip a fine agosto.
Nel settembre 2012, in qualità di produttore e ingegnere, inizia la registrazione dell'album di Steven Wilson, pubblicato nel febbraio 2013, The Raven That Refused to Sing (And Other Stories). L'album riceve critiche molto positive, e viene premiato come "Album progressive dell'anno" ai Progressive Music Awards 2013
Il 2 ottobre 2012 l'etichetta Hitchhike Records pubblica l'album Grand Ukulele di Jake Shimabukuro interamente prodotto da Alan Parsons. Parsons compare anche come arrangiatore del quartetto d'archi nel brano Akaka Falls, narratore al termine del brano Gentlemandolin, ed anche in veste di musicista, al sintetizzatore, nella cover del brano Fields Of Gold di Sting.

#### LiveSpan
Il 23 luglio del 2013 pubblica il terzo album dal vivo dal titolo LiveSpan, che in un doppio cd contiene l'intero concerto tenuto alla Beethoven Halle a Stoccarda in Germania il 24 marzo 2013.

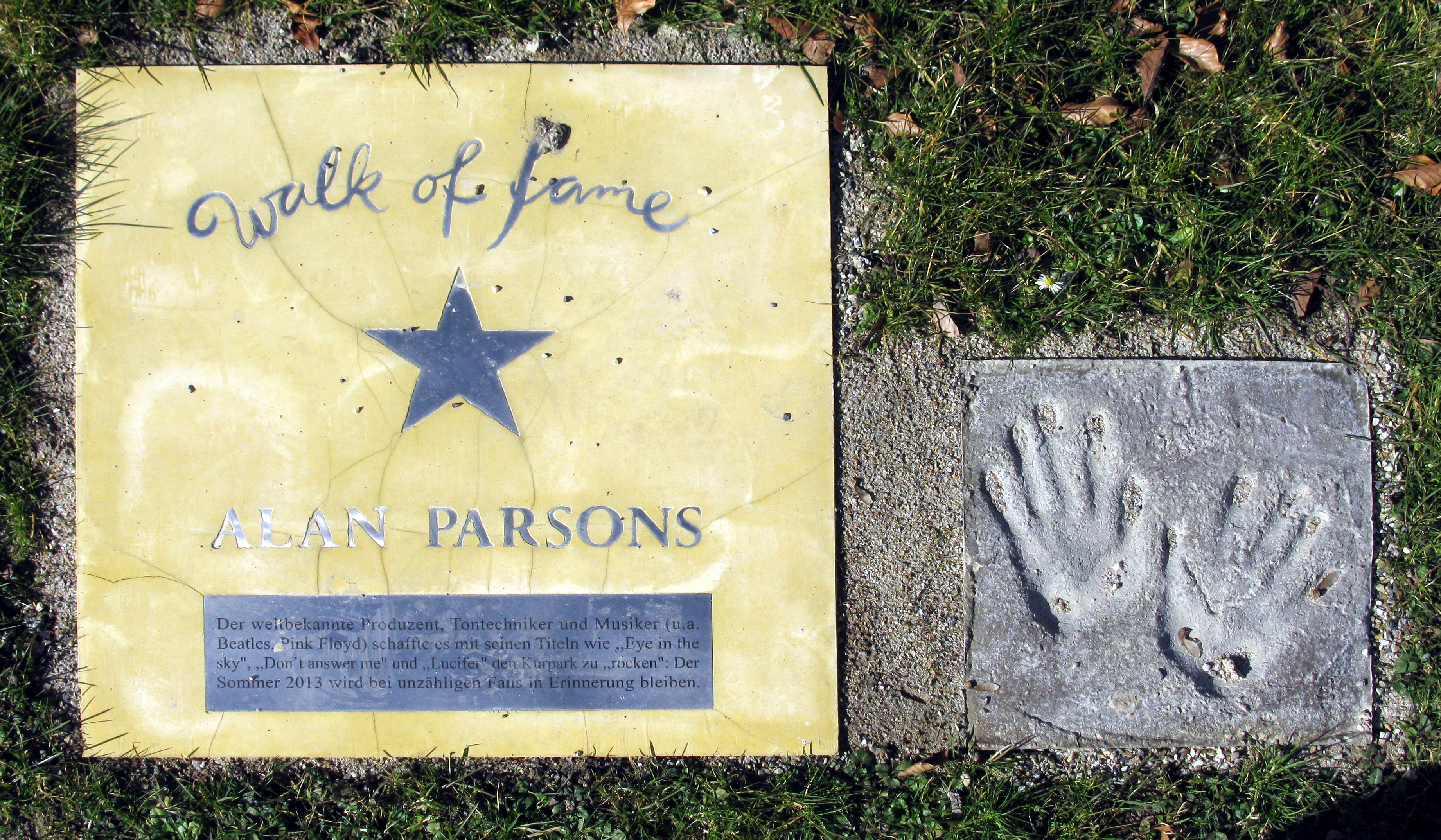
Targa ed impronte delle mani di Alan Parsons nella Walk of Fame di Bad Krozingen nel 2013.

Nel 2013 la città tedesca di Bad Krozingen ha inserito anche Alan Parsons nella Walk of Fame che si trova in un parco cittadino.
Il 14 ottobre 2013 la Cleopatra Records pubblica l'album Epilogue del The Prog Collective, dietro cui si cela il bassista Billy Sherwood. L'album viene registrato nel mese di aprile del 2013 e Alan Parsons compare come guest star cantando nel brano Shining Diamonds.

#### The Alan Parsons Project -The Complete Albums Collection
Nel 2014 pubblica The Complete Albums Collection, un cofanetto contenente undici cd rimasterizzati, la discografia completa dei The Alan Parsons Project e con in più l'inedito The Sicilian Defence che in origine era stato proposto all'Arista quale quinto album del gruppo ma fu poi accantonato per essere sostituito dall'album The Turn of a Friendly Card nel 1980. L'unico disco che rimane fuori dalla raccolta è Freudiana, in quanto non ufficialmente accreditato al Project. Il box set oltre agli undici cd, tutti in singole custodie in cartoncino e con le copertine riprodotte come nelle versioni originali in LP, contiene anche un ricco booklet, di ventotto pagine, con numerose foto inedite.

#### Fragile,Blackfield V,EmpireeIn The Key Of Silence
Nel 2014 pubblica il videoclip del brano Fragile con sonorità che riportano allo stile dei Pink Floyd.
Nel febbraio del 2015 Alan Parsons si occupa della produzione dell'album Blackfield V, quinto album dei Blackfield, gruppo composto da Steven Wilson e Aviv Geffen. L'album per una serie di ritardi sarà pubblicato solamente il 10 febbraio 2017.
Il 6 novembre 2015 viene pubblicato l'album Citizen del bassista Billy Sherwood, per il quale collabora anche Alan Parsons cantando nel brano Empire.
Il 19 novembre 2015, durante un seminario dell'Art & Science Of Sound Recording tenuto a Londra presso gli Abbey Road Studios, Parsons registra per il gruppo belga dei Fish On Friday il brano In The Key Of Silence. Il brano viene inserito nell'album Quiet Life pubblicato dai Fish On Friday il 26 maggio 2017 con Parsons che viene accreditato come produttore, ingegnere e corista per il brano.

#### Elementaldei The Earth
Il 25 gennaio del 2016 viene pubblicato dalla Diamond Publishing, in edizione limitata di sole cinquecento copie in vinile, l'album Elemental dei The Earth. Si tratta della band giovanile in cui a fine anni sessanta militava Parsons come chitarrista, l'album fu registrato a fine 1968 e poi mixato il 10 gennaio 1969, per poi però non essere mai pubblicato. Della band facevano parte, oltre ad Alan Parsons alla chitarra, il cantante Ian Harris, Barry Mitchell al basso, Phil Brockton alla batteria e Ray Quilley all'organo.

#### Deluxe Box Set Editione vincita del Grammy Award
Nel 2016, in occasione del 40º anniversario dalla pubblicazione di Tales of Mystery and Imagination Edgar Allan Poe, del 1976, Parsons assieme alla figlia di Woolfson lavora alla realizzazione di un prestigioso box set che verrà chiamato Tales of Mystery and Imagination 40º Anniversary Edition Super Deluxe Box Set, nel cofanetto oltre a diversi memorabilia vengono inseriti 1 Blu-ray 5.1 surround, 3 CD, 2 LP ed un volume di 60 pagine.
Il 27 maggio 2016 pubblica il suo quarto album dal vivo Live in Colombia, registrato durante il concerto tenuto a Medellín, durante il tour svolto in Colombia, il 31 agosto 2013.
Il 1º dicembre del 2017, in occasione del 35º anniversario dalla pubblicazione di Eye in the Sky, Parsons pubblica un box set con la rimasterizzazione dell'album originale e con l'aggiunta di numeroso materiale raro e inedito, il tutto in 3 CD, 2 LP, 1 Blu-ray 5.1 surround, 1 volume di 60 pagine, 1 flexidisc promozionale e diversi memorabilia. Questa edizione speciale prenderà il nome di Eye in the Sky 35º Anniversary Edition Super Deluxe Box Set, ed il lavoro molto accurato nella rimasterizzazione di tutto il materiale specialmente per la versione in blu-ray varrà a Parsons la vittoria di ben due premi.

##### Progressive Music Awards 2018
Il 13 settembre 2018, presso il teatro Shakespeare's Globe, nel quartiere Southwark di Londra, Parsons si aggiudica il Progressive Music Award 2018 nella categoria Reissue Of The Year, per l'album Eye in the Sky edizione 35th Anniversary, pubblicato l'anno precedente con l'aggiunta di materiale raro ed inedito.

##### Grammy Awards 2019

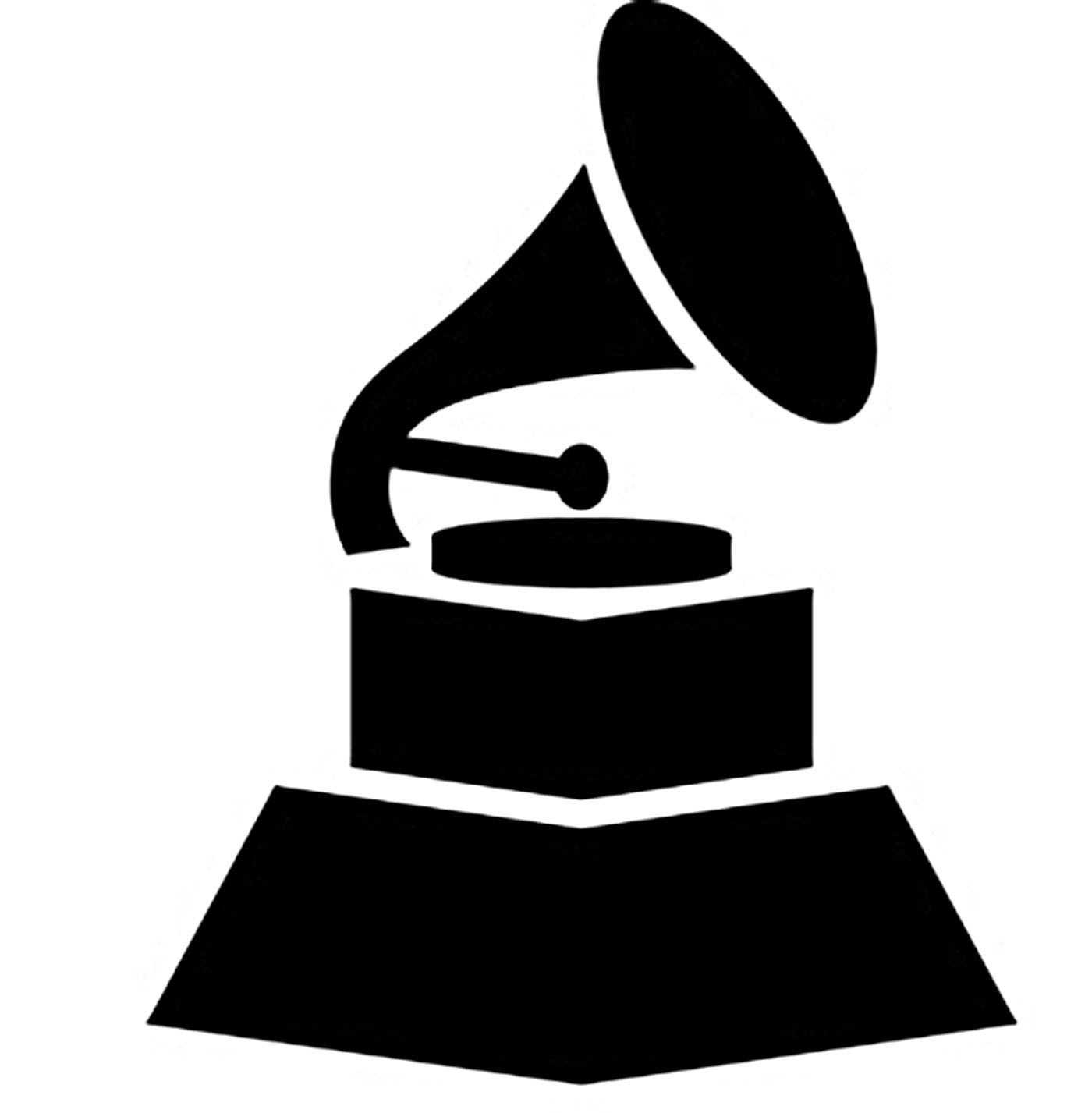
Alan Parsons vince il Grammy Award nell'edizione 2019 per la riedizione di Eye in the Sky.

Il 7 dicembre 2018 Parsons riceve la nomination per il Grammy Awards 2019 nella categoria Surround Sound - Best Immersive Audio Album. Il 10 febbraio 2019, presso lo Staples Center di Los Angeles, si aggiudica il suo primo Grammy per l'ottimo lavoro svolto nella realizzazione della 35th Anniversary Edition dell'album Eye In The Sky, la vittoria sarà anche merito dei suoi collaboratori Dave Donnelly e P.J. Olsson che lo hanno affiancato in qualità di surround mastering engineer.. Parsons per impegni di lavoro non riesce ad essere presente alla premiazione e i suoi collaboratori gli organizzano una premiazione a sorpresa durante il concerto del 4 aprile 2019 al Saban Theatre a Beverly Hills in California.

#### The Secret

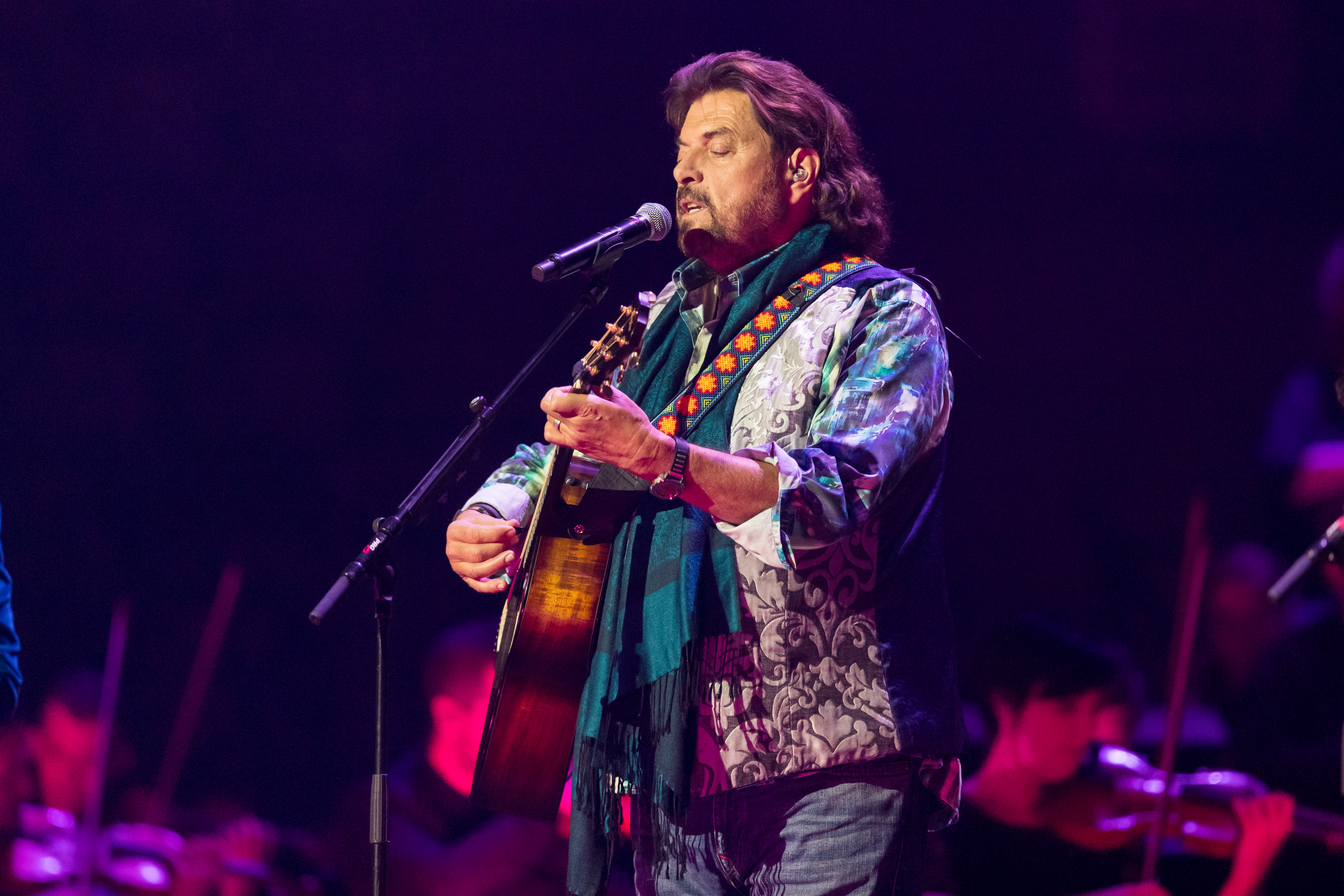
Alan Parsons in concerto nel novembre del 2019

Dopo che nella seconda metà del 2017, presso la sua abitazione il ranch Tres Vientos in California, ha allestito un nuovo studio di registrazione il ParSonics Studio, inaugurato ufficialmente il 19 luglio del 2018, nell'arco del 2018 vi comincia a lavorare per registrare i brani da inserire in un nuovo disco. Dopo quasi un anno di lavoro, il 26 aprile 2019, pubblica il suo quinto album da solista The Secret. In contemporanea con l'uscita del disco pubblica il videoclip del brano As Lights Fall. Il 28 agosto pubblica il videoclip del brano "One Note Symphony" realizzato per celebrare il 50º anniversario della missione spaziale della NASA Apollo 11 che il 20 luglio 1969 portò i primi uomini sulla Luna. Nel videoclip vi è la ripresa live del brano durante il concerto tenuto il 3 e 4 giugno a Tel Aviv in Israele. Nella realizzazione di The Secret sono coinvolti Steve Hackett, Ian Bairnson, Nathan East, Vinnie Colaiuta, Lou Gramm dei Foreigner, ed alcuni artisti appartenenti alla nuova generazione quali Jared Mahone, Jason Mraz e Jake Shimabukuro. Parsons è quasi onnipresente nell'album comparendo in qualità di produttore, ingegnere del suono, co-autore di tutti i brani, direttore orchestrale, cantante, corista e narratore, offre inoltre il suo contributo con diversi strumenti musicali tra cui tastiere, chitarre e percussioni.
Nell'arco di tutto il 2019, anche per promuovere l'album The Secret, Parsons effettua un tour mondiale di ben 73 date esibendosi in USA, Canada, Germania, Italia, Svizzera, Paesi Bassi, Belgio, Turchia, Israele e Russia.
Intervistato su come mai avesse scelto il concept della magia per l'album, Parsons ha dichiarato che la scelta era da tempo nel cassetto, essendo lui appassionato di magia ed illusionismo e da anni membro del Magic Castle di Los Angeles. Ha anche dichiarato di aver collaborato con un'azienda giapponese specializzata nella produzione di articoli per prestigiatori, la Tenyo, scrivendo per loro manuali di istruzioni e cataloghi per i loro articoli.

#### Versione in catalano diEye In The Sky
Nel novembre del 2019 Parsons partecipa ad un evento di beneficenza, organizzato dalla tv spagnola TV3, per raccogliere fondi destinati alla ricerca sulle malattie rare. Viene realizzato un CD con la partecipazione di numerosi artisti, tra cui Noa, Lola Índigo, Vanesa Martín, Amaral, Roger Mas, La Pegatina, Miki Núñez e Álex Ubago. Parsons incide il brano Seré Els Teus Ulls Al Camì, adattamento al catalano di Eye in The Sky, e realizza anche un videoclip. L'album viene pubblicato il 1º dicembre del 2019 con il titolo Minories Que Fan Una Majoria.

#### Ammonia Avenue Deluxe Box Set
Il 27 marzo 2020 Parsons pubblica un prestigioso box set per il 35º anniversario dell'album Ammonia Avenue, del 1984. Il box per la precisione sarebbe dovuto uscire nell'arco del 2019, ma per una serie di ritardi è stato messo in vendita nel 2020, risultando di fatto un omaggio al 36º anniversario. Il contenuto del box è stato curato assieme alla figlia di Woolfson ed è composto da: tre CD (l'originale più due di inediti e bonus track), due LP, un Blu-ray 5.1 surround dell'album originale masterizzato da Alan Parsons e anche i videoclip dei brani Don't Answer Me e Prime Time, un volume di sessanta pagine e diversi memorabilia

#### Save The World
Il 22 febbraio del 2021, in occasione della ristampa del disco One della band Save the World, viene pubblicato il videoclip della canzone Circus Maximus. Nel video Parsons si presta per un cameo in cui recita la frase "Wake up World! We were made to have purpose. Turn off the noise of this media circus" (trad. Sveglia mondo! Siamo fatti per avere uno scopo. Spegni il rumore di questo circo mediatico). La band Save The World è formata dal trio Dan Tracey, Robert Wright e Jon Wysocki. Dan Tracey dal 2017 è chitarrista e corista dell'Alan Parsons Live Project.

#### The Most Excellent Order of the British Empire

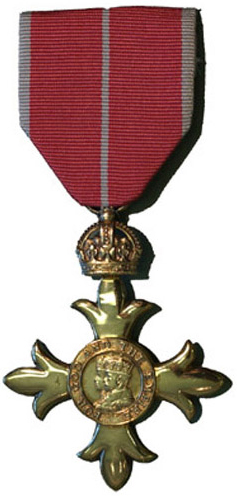
La medaglia di Ufficiale dell'Ordine dell'Impero Britannico, di cui è stato insignito nel 2021

Il 12 giugno del 2021 Alan Parsons è stato insignito, dalla regina  Elisabetta II d'Inghilterra, del titolo di Ufficiale dell'Ordine dell'Impero Britannico (OBE, Officer of the Order of the British Empire) per il suo impegno nella musica e nella produzione musicale ("for services to music and music production"). Si tratta di una delle onorificenze più importanti del Regno Unito e viene elargita nel giorno del compleanno della Regina.

#### The NeverEnding ShoweOne Note Symphony
Il 30 settembre 2021 esce il videoclip del brano The NeverEnding Show che darà il titolo all'album live pubblicato il novembre successivo.
Il 5 novembre del 2021 pubblica l'album live The NeverEnding Show - Live In The Netherlands registrato durante il concerto tenuto ad Utrecht, nei Paesi Bassi, il 5 maggio 2019, presso il Tivoli Vredenburg, il nuovo palazzo della musica. Nell'album viene inserito il brano The NeverEnding Show in formato audio e nel DVD viene inserito il videoclip.
L'11 febbraio 2022 Parsons pubblica l'album live One Note Symphony - Live in Tel Aviv registrato durante il concerto tenuto a Tel Aviv, in Israele, il 4 giugno 2019, presso il The Charles Bronfman Auditorium. Il concerto viene svolto con la collaborazione dell'Israel Philharmonic Orchestra diretta dal tastierista dell'Alan Parsons Live Project Tom Brooks..

#### From the New World
Tra il novembre del 2021 ed il marzo del 2022 Parsons, assieme ai membri della sua band, ha registrato presso il ParSonics i brani per il nuovo album che è stato poi pubblicato dalla Frontiers Records il 15 luglio 2022 ed intitolato From the New World.
Come guest star vi sono il chitarrista Joe Bonamassa, il cantante degli Styx Tommy Shaw, l'ex Ambrosia David Pack e James Durbin.
All'interno dell'album viene inserita anche la cover del famoso brano delle Ronettes intitolato Be My Baby, fortemente voluto da Parsons, quale esempio perfetto del cosiddetto Wall of Sound inventato negli anni '60 dal produttore Phil Spector, e soddisfazione del suo desiderio di tutta una carriera di riconoscere il lavoro del grande produttore. Il brano viene cantato da Tabitha Fair.

#### The Complete Albums Collection
Il 18 novembre 2022 Alan Parsons e gli eredi di Eric Woolfson, hanno pubblicato un prestigioso cofanetto con apertura superiore in stile pacchetto di sigarette, in edizione limitata, contenente in vinile tutti gli album del The Alan Parsons Project rimasterizzati con le ultime tecnologie disponibili da Miles Showell, presso gli Abbey Road Studios a Londra. Nel cofanetto vi è anche l'undicesimo album mai pubblicato The Sicilian Defence. All'interno del cofanetto viene inserito un volume di sessanta pagine nel quale viene ripercorsa la storia del Project..

#### The Turn of a Friendly Card - Deluxe Limited Edition Boxed Set
Il 24 febbraio del 2023, in occasione del 43º anniversario dall'uscita di The Turn of a Friendly Card, Alan Parsons e gli eredi di Eric Woolfson ne hanno pubblicato un'edizione speciale in cofanetto. Questa edizione speciale contiene tre CD ed un Blu-Ray oltre ad un volume di 72 pagine, con numerose foto relative al periodo di realizzazione dell'album ed una replica di un poster risalente al 1980. In particolare il pezzo forte del cofanetto è la versione in Blu-Ray in alta risoluzione, curata personalmente da Alan Parsons, supporto utilizzato per la prima volta per il quinto album del The Alan Parsons Project.

#### Pyramid - Super Deluxe Limited Edition Boxed Set
Il 23 agosto del 2024, in occasione del 46º anniversario dall'usita di Pyramid, Alan Parsons e gli eredi di Eric Woolfson hanno pubblicato un'edizione speciale in cofanetto del terzo album, del 1978, del The Alan Parsons Project. Il cofanetto, realizzato dalla Cooking Vinyl, contiene quattro CD, due LP ed un Blu-Ray oltre ad un volume di 68 pagine, in grande formato, con foto inedite, interviste ai protagonisti e la dettagliata storia che ha visto la realizzazione dell'album. Il boxed set contiene inoltre la replica di un press kit contenente un poster, una cartolina illustrata, una foto di Parsons e Woolfson, e diverso materiale di presentazione dell'album con biografia dei protagonisti e descrizione dei brani, solo per le prime cinquecento copie vendute vi è anche la stampa della copertina dell'album autografata da Alan Parsons. Il pezzo forte del cofanetto è la versione in Blu-Ray contenente l'album originale remixato da Alan Parsons in Dolby Atmos e Surround Sound.

## Keats
Nel 1983 Parsons e Woolfson decidono di creare un gruppo parallelo al "The Alan Parsons Project" per provare a dare maggiore visibilità ai musicisti e sessionman, che per ben sette album li hanno affiancati per la creazione dei successi del Project. L'idea è quella di lasciare ai musicisti la scrittura dei brani, mentre Parsons e Woolfson si occuperanno della produzione, registrazione e gestione manageriale.
Dietro al nome Keats ci sono David Paton, Ian Bairnson, Stuart Elliott, Colin Blunstone, Richard Cottle e Peter Bardens dei Camel. Il nome del gruppo è semplicemente quello del miglior ristorante francese di Londra che Eric ed Alan frequentavano spesso. L'album d'esordio del progetto viene chiamato anch'esso Keats e viene registrato negli studi Abbey Road dal dicembre 1983 al marzo 1984, per poi essere pubblicato nel mese di maggio. Per tentare di dargli più visibilità possibile sulla copertina viene inserita una vistosa dicitura Produced by Alan Parsons e per il brano Turn Your Heart Around viene realizzato un videoclip. L'album avrà uno scarso successo tanto che la EMI, che in un primo momento aveva opzionato la realizzazione di un secondo album, si tira indietro, decretando la fine del gruppo sperimentale.

## Discografia

### Album in studio
The Alan Parsons Project
- 1976 - Tales of Mystery and Imagination - Edgar Allan Poe
- 1977 - I Robot
- 1978 - Pyramid
- 1979 - Eve
- 1980 - The Turn of a Friendly Card
- 1982 - Eye in the Sky
- 1984 - Ammonia Avenue
- 1985 - Vulture Culture
- 1986 - Stereotomy[123]
- 1987 - Gaudi
- 1990 - Freudiana[124]
- 2014 - The Sicilian Defence[125]

Keats
- 1984 - Keats

Alan Parsons (solista)
- 1993 - Try Anything Once
- 1996 - On Air
- 1999 - The Time Machine
- 2004 - A Valid Path
- 2019 - The Secret
- 2022 - From the New World

### Raccolte
The Alan Parsons Project
- 1983 - The Best of The Alan Parsons Project
- 1987 - The Best of The Alan Parsons Project Vol. 2
- 1988 - The Instrumental Works
- 1989 - Pop Classics
- 1991 - Anthology (1991)
- 1992 - The Ultimate Collection
- 1992 - The Best of The Alan Parsons Project (2CD)
- 1997 - The Definitive Collection
- 1997 - Gold Collection
- 1999 - Arista Heritage Master Hits
- 1999 - Eye In The Sky: The Encore Collection
- 2002 - Anthology (2002)
- 2002 - Love Songs
- 2002 - Works
- 2003 - Silence and I: The Very Best of The Alan Parsons Project
- 2003 - Platinum & Gold Collection
- 2004 - Ultimate
- 2004 - I miti
- 2006 - Days Are Numbers
- 2007 - The Essential Alan Parsons Project
- 2010 - The Collection
- 2012 - Greatest Hits
- 2013 - Playlist: The Very Best of The Alan Parsons Project
- 2015 - All The Best

Alan Parsons (solista)
- 2004 - Old And Wise: Greatest Hits
- 2005 - The Best Of
- 2006 - The Hit-Collection

### Special Edition e Box Set
The Alan Parsons Project
- 1987 - Tales of Mystery and Imagination Edgar Allan Poe - Remix '87
- 2010 - Original Album Classics
- 2014 - The Complete Albums Collection[126]
- 2015 - The Turn of a Friendly Card - 35th Deluxe Anniversary Edition
- 2016 - Tales of Mystery 40th Anniversary Edition Super Deluxe Box Set
- 2017 - Eye in the Sky 35th Anniversary Edition Super Deluxe Box Set[127]
- 2020 - Ammonia Avenue Super Deluxe Box Set[108]
- 2022 - The Complete Albums Collection - LP[128]
- 2023 - The Turn of a Friendly Card - Deluxe Limited Edition Boxed Set[129]
- 2024 - Pyramid Super Deluxe Limited Edition Boxed Set[119]

Alan Parsons (solista)
- 2019 - The Secret Deluxe Collector's Edition Box Set
- 2022 - From the New World Deluxe Collector's Edition Box Set

### Live
Alan Parsons (solista)
- 1994 - Live[130]
- 1995 - The Very Best Live[131]
- 2010 - Eye 2 Eye: Live in Madrid
- 2013 - LiveSpan
- 2016 - Live in Colombia
- 2021 - The NeverEnding Show - Live In The Netherlands
- 2022 - One Note Symphony - Live in Tel Aviv

### Video
Alan Parsons (solista)
- 2005 - Live in Madrid
- 2016 - Live in Colombia (video)
- 2021 - The NeverEnding Show - Live In The Netherlands (video)
- 2022 - One Note Symphony - Live in Tel Aviv (video)

### Album professionali
The Alan Parsons Project
- 1979 - The Complete Audio Guide To
- 1982 - The Complete Audio Guide To - Extended

Alan Parsons (solista)
- 1993 - Sound Check
- 1996 - Sound Check 2
- 2010 - Art & Science Of Sound Recording[132]

### Videoclip
| The Alan Parsons Project | The Alan Parsons Project               | The Alan Parsons Project                       |
| Anno                     | Videoclip                              | Album                                          |
| ------------------------ | -------------------------------------- | ---------------------------------------------- |
| 1977                     | I Wouldn't Want to Be Like You         | I Robot                                        |
| 1978                     | Lucifer                                | Eve                                            |
| 1980                     | The Gold Bug                           | The Turn of a Friendly Card                    |
| 1980                     | May Be A Price To Pay                  | The Turn of a Friendly Card                    |
| 1980                     | Games People Play                      | The Turn of a Friendly Card                    |
| 1980                     | The Turn of a Friendly Card (part two) | The Turn of a Friendly Card                    |
| 1982                     | Eye in the Sky                         | Eye in the Sky                                 |
| 1984                     | Prime Time                             | Ammonia Avenue                                 |
| 1984                     | Don't Answer Me                        | Ammonia Avenue                                 |
| 1985                     | Let's Talk About Me                    | Vulture Culture                                |
| 1985                     | Stereotomy                             | Stereotomy                                     |
| 1987                     | Standing on Higher Ground              | Gaudi                                          |
| 1990                     | Freudiana                              | Freudiana                                      |
| Alan Parsons (Solista)   |                                        |                                                |
| Anno                     | Videoclip                              | Album                                          |
| 1993                     | Turn It Up                             | Try Anything Once                              |
| 1996                     | Brother Up In Heaven                   | On Air                                         |
| 1996                     | Fall Free                              | On Air                                         |
| 1996                     | Cloudbreak                             | On Air                                         |
| 1999                     | Dr. Evil Edit                          | The Time Machine                               |
| 2010                     | All Our Yesterdays                     | (singolo)                                      |
| 2014                     | Fragile                                | (singolo)                                      |
| 2019                     | I Can't Get There From Here            | The Secret                                     |
| 2019                     | As Lights Fall                         | The Secret                                     |
| 2019                     | One Note Symphony                      | The Secret                                     |
| 2021                     | The NeverEnding Show                   | The NeverEnding Show - Live In The Netherlands |
| 2022                     | Uroboros                               | From the New World                             |
| 2022                     | I Won't Be Led Astray                  | From the New World                             |
| 2022                     | Give 'Em My Love                       | From the New World                             |
| Keats                    |                                        |                                                |
| Anno                     | Videoclip                              | Album                                          |
| 1984                     | Turn Your Heart Around                 | Keats                                          |
| Altre collaborazioni     |                                        |                                                |
| Anno                     | Videoclip                              | Album/Artista                                  |
| 2012                     | Precious Life.                         | Lichtmond 2 - Universe Of Light (Lichtmond)    |
| 2019                     | Seré Els Teus Ulls Al Camì.            | Minories Que Fan Una Majoria (La Maratò)       |

### Album come Produttore
Di seguito l'elenco degli album prodotti da Alan Parsons, anche tutti gli album del The Alan Parsons Project e quelli da solista sono sue produzioni
| Alan Parsons (Produttore) | Alan Parsons (Produttore)                          | Alan Parsons (Produttore)     |
| Anno                      | Album                                              | Artista                       |
| ------------------------- | -------------------------------------------------- | ----------------------------- |
| 1974                      | The Psychomodo                                     | Cockney Rebel                 |
| 1974                      | From The Album Of The Same Name                    | Pilot                         |
| 1975                      | The Best Years Of Our Lives                        | Steve Harley & Cockney Rebel  |
| 1975                      | Second Flight                                      | Pilot                         |
| 1975                      | Modern Times                                       | Al Stewart                    |
| 1975                      | Ambrosia                                           | Ambrosia                      |
| 1975                      | Dean Ford                                          | Dean Ford                     |
| 1975                      | 21 Days In Soho                                    | Richard Myhill                |
| 1976                      | Rebel                                              | John Miles                    |
| 1976                      | Somewhere I've Never Travelled                     | Ambrosia                      |
| 1976                      | I Believe                                          | Terry Sylvester               |
| 1976                      | Year of the Cat                                    | Al Stewart                    |
| 1977                      | Two's A Crowd                                      | Pilot                         |
| 1978                      | Time Passages                                      | Al Stewart                    |
| 1978                      | A Crazy Steal                                      | The Hollies                   |
| 1979                      | More Miles Per Hour                                | John Miles                    |
| 1979                      | Lenny Zakatek                                      | Lenny Zakatek                 |
| 1980                      | Sympathy                                           | John Miles                    |
| 1984                      | Keats                                              | Keats                         |
| 1985                      | Ladyhawke - Original Motion Picture Soundtrack     | Andrew Powell                 |
| 1989                      | Sharp Stone Rain                                   | Vitamin Z                     |
| 1993                      | Symphonic Music Of The Yes                         | London Philharmonic Orchestra |
| 1993                      | Real World                                         | Tin Drum                      |
| 1994                      | I Believe In Love                                  | Terry Sylvester               |
| 1996                      | Seemed Like A Good Idea At The Time                | Al Stewart                    |
| 2000                      | Turning The Tide                                   | Iconic Phare                  |
| 2003                      | Excalibur                                          | Michael Ernst                 |
| 2007                      | Excalibur II - The Celtic Ring                     | Alan Simon                    |
| 2007                      | Enojado                                            | Alejandro Lerner              |
| 2008                      | Mona D                                             | Mike Dawson                   |
| 2012                      | Grand Ukulele                                      | Jake Shimabukuro              |
| 2013                      | David Barrett Trio                                 | David Barrett Trio            |
| 2013                      | The Raven That Refused to Sing (And Other Stories) | Steven Wilson                 |
| 2014                      | Enduring Days You Will Overcome                    | Electric Litany               |
| 2016                      | Love                                               | Electric Litany               |
| 2017                      | Blackfield V                                       | Blackfield                    |
| 2017                      | Quiet Life                                         | Fish On Friday                |
| 2019                      | Looking In These Eyes Now                          | Virginia Ernst                |
| 2020                      | Funny Enough                                       | Jordan Asher Huffman          |
| 2021                      | Four Years After                                   | Mark R. Johnson               |
| 2022                      | Beautiful Torture                                  | Jordan Asher Huffman          |
| 2022                      | Alive                                              | Dishwalla                     |
| 2023                      | Everest                                            | Jordan Asher Huffman          |
| 2024                      | Out Loud                                           | Jordan Asher Huffman          |
| 2024                      | Lucky                                              | John Redlove                  |

## Studi di registrazione
Alan Parsons nel corso della sua carriera ha realizzato diversi studi di registrazione personali, anche per aggiornare le apparecchiature ed avere sempre a disposizione quelle più all'avanguardia.
- 1978-1981 - Studio di registrazione personale, Montecarlo, Monaco
- 1985-1991 - The Grange, Benenden, Inghilterra
- 1992-2000 - Parsonics, Sussex, Inghilterra
- 2001-2017 - Tunnel Studios, Santa Barbara, California
- 2017- oggi - ParSonics Studio, Santa Barbara, California

## Libri
- Alan Parsons, The Master Tape Book, APRS, 1 novembre 1992,  p. 81, ISBN 978-09-520-0180-5.
- Mark Cunningham, Good vibrations, a history of record production, prefazione di Alan Parsons, collana Sanctuary Music Library, Sanctuary Publishing, 1998,  p. 440, ISBN 1-86074-242-4.
- Alan Parsons e Julian Colbeck, Alan Parsons, Art & Science of Sound Recording: The Book, collana Technical Reference, Hal Leonard Corporation, 2014,  p. 272, ISBN 978-14-584-4319-9.
- Carmine Aymone, Michelangelo Iossa e Riccardo Russino, La grande storia di Paul McCartney, prefazione di Alan Parsons, Hoepli, 2022,  p. 256, ISBN 978-88-360-0985-5.

## Riconoscimenti

### Premi
- Les Paul Award 1995.
- DIVA Award 2012 – categoria Hall of Fame – Music Lifetime Achievement.
- Progressive Music Award 2018 – categoria Reissue Of The Year – per l'album Eye in the Sky – 35th Anniversary Edition.
- Grammy Awards 2019 – categoria Surround Sound – Best Immersive Audio Album – per l'album Eye in the Sky – 35th Anniversary Edition.

### Nomination
- Grammy Awards 1973 – categoria Best Engineered Recording, Non Classical – album The Dark Side Of The Moon dei Pink Floyd.
- Grammy Awards 1975 – categoria Best Engineered Recording, Non Classical – album Ambrosia degli Ambrosia.
- Grammy Awards 1976 – categoria Best Engineered Recording, Non Classical – album Tales Of Mystery And Imagination dei The Alan Parsons Project.
- Grammy Awards 1976 – categoria Best Engineered Recording, Non Classical – album Somewhere I've Never Travelled degli Ambrosia.
- Grammy Awards 1978 – categoria Best Engineered Recording, Non Classical – album Pyramid dei The Alan Parsons Project.
- Grammy Awards 1978 – categoria Producer Of The Year
- Grammy Awards 1979 – categoria Best Engineered Recording, Non Classical – album Eve dei The Alan Parsons Project.
- Grammy Awards 1979 – categoria Best Album of Original Score Written for a Motion Picture or a Television Special – colonna sonora del film Ice Castles brano Voyager dei The Alan Parsons Project.
- Grammy Awards 1981 – categoria Best Engineered Recording, Non Classical – album The Turn Of A Friendly Card dei The Alan Parsons Project.
- Grammy Awards 1982 – categoria Best Engineered Recording, Non Classical – album Eye In The Sky dei The Alan Parsons Project.
- MTV Video Music Awards 1984 – categoria Most Experimental Video – per il videoclip del brano Don't Answer Me dei The Alan Parsons Project.
- Grammy Awards 1986 – categoria Best Rock Instrumental Performance (Orchestra, Group or Soloist) – brano Where's The Walrus? dei The Alan Parsons Project.
- Grammy Awards 1986 – categoria Best Album Package – album Stereotomy edizione con controcopertina in plastica rossa e blu dei The Alan Parsons Project.
- Grammy Awards 2007 – categoria Best Surround Sound Album, For vocal or instrumental albums, Albums only – album A Valid Path di Alan Parsons.
- Progressive Music Award 2018 – categoria Reissue Of The Year – per l'album Eye in the Sky – 35th Anniversary Edition di Alan Parsons.
- Grammy Awards 2019 – categoria Surround Sound – Best Immersive Audio Album – album Eye In The Sky – 35th Anniversary Edition di Alan Parsons.

## Vita privata
Parsons vive a Santa Barbara in California, in una fattoria, orientata alla coltivazione di avocado biologico, che ha chiamato Tres Vientos Ranch, con Lisa Marie Griffiths con cui si è sposato il 12 aprile 2003, e le sue due figlie Tabitha e Brittni. Ha anche altri due figli Jeremy e Daniel, nati dal precedente matrimonio con Smokey da cui si è separato nella primavera del 2000 e trasferendosi negli Stati Uniti.
Il padre di Alan era Denys Parsons, nipote dell'attore e produttore Herbert Beerbohm Tree. Denys Parsons era uno scienziato, un regista e l'addetto stampa della British Library, nonché pianista e flautista. Ha sviluppato il Codice Parsons come mezzo per classificare la melodia musicale, il codice viene illustrato nel suo libro The Directory of Tunes and Musical Themes del 1975.